# Luigi Cangiullo
Luigi C. Cangiullo (Napoli, 1897 – Milano, 2 settembre 1930) è stato un tuffatore italiano.

## Biografia
Nato a Napoli nel 1897, a 27 anni prese parte ai Giochi olimpici di Parigi 1924, nella gara di piattaforma, dove chiuse il suo raggruppamento al 4º posto su 7 (passavano in finale i primi 3) con 398.8 punti.
Quattro anni dopo, alle Olimpiadi di Amsterdam 1928 partecipò di nuovo alla gara di piattaforma, ritirandosi prima del termine.
Morì a Milano nel 1930, a 33 anni. Lunedì 1º settembre, attorno a mezzogiorno, si trovava al Lido di Milano, dove un acrobata straniero era intento a montare senza autorizzazione sull'isola in mezzo alla piscina, adibita anche a spettacoli, un'antenna sulla quale esibirsi. Lui e altri presenti si offrirono di aiutarlo, ma l'antenna, fissata in alto a una costruzione decorativa, in materiale non resistente, provocò il distacco di pezzi di cornicione, che lo colpirono. Morì all'Ospedale Maggiore il giorno seguente.
Venne sepolto al Cimitero Maggiore.